# مقاطعة غرينادا
مقاطعة غرينادا هي مقاطعة في مسيسيبي، بلغ عدد سكانها 21٬906  نسمة، في 2010، عاصمتها غرينادا، تبلغ مساحتها 1٬164 كيلومتر مربع.

## الموقع
تشترك في الحدود مع:
- مقاطعة يالوبوشا (ميسيسيبي)
- مقاطعة كارول
- مقاطعة مونتغومري (ميسيسيبي).

## التقسيمات الإدارية
- غرينادا.

## أعلام
- ويليام فينتر